# Isabel de Ceballos-Escalera y Contreras

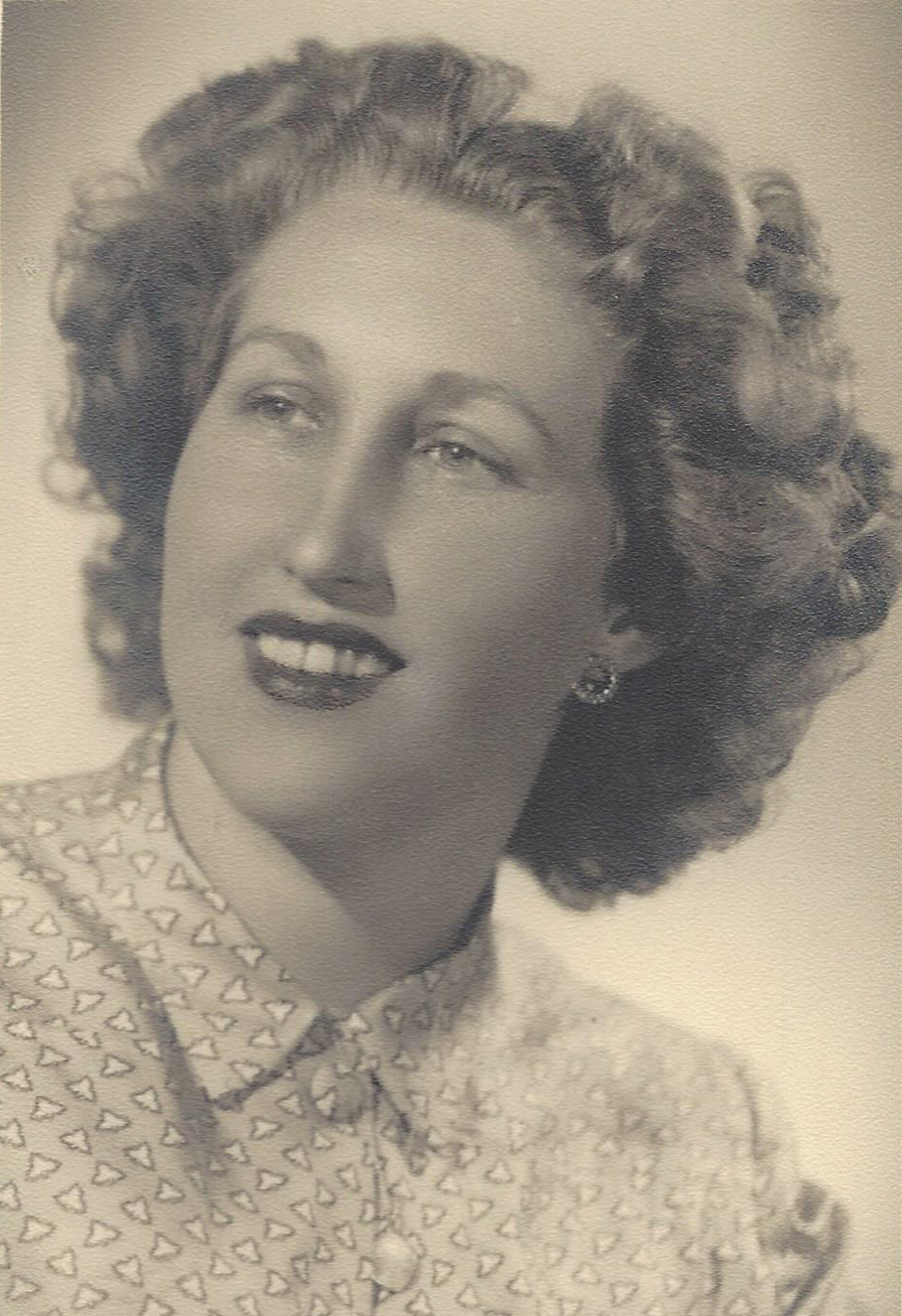
Isabel de Ceballos

Isabel de Ceballos-Escalera y Contreras (* 29. Mai 1919 in Segovia; † 29. März 1990 in Madrid) war eine spanische Kuratorin und Museumsleiterin. Sie galt als eine der führenden Expertinnen für spanische Keramik.

## Biographie
Isabel de Ceballos war eine Tochter von Angelina de Contreras y López de Ayala, Schwester des Historikers Juan de Contreras y López de Ayala, 9. Marquis von Lozoya, und von Rafael Ceballos-Escalera y Sola, 3. Marquis von Miranda de Ebro und Oberst der Artillerie. Sie hatte mehrere Geschwister, darunter eine Zwillingsschwester. Während des Spanischen Bürgerkriegs arbeitete sie als Krankenschwester in Lazaretten, wofür sie mehrfach ausgezeichnet wurde.
1943 schloss Isabel de Ceballos ihr Studium der Literaturgeschichte und der Philosophie an der Universität von Madrid ab. 1944 wurde sie zur Kuratorin der Fakultät für Archive, Bibliotheken und Archäologen ernannt. Ihre folgenden Posten als Kuratorin waren: Museo Cerralbo (1944/1945); Museo Arqueológico de Murcia, wo sie auch Direktorin war (1945/1946); Museo del Prado (1971/1974) und im Museo Nacional de Artes Decorativas, (1974–1989), das sie ab 1983 auch leitete. Von 1971 bis 1974 katalogisierte sie gemeinsam mit María Braña de Diego die Sammlung von Fernández Durán. Von Februar 1946 bis November 1971 war sie für das Museo Arqueológico Nacional de España (MAN) tätig und arbeitete in der Abteilung für Keramik.
De Ceballos beteiligte sich aktiv an archäologischen Ausgrabungen wie etwa 1945 und 1949 in der westgotischen Nekropole von Duratón, in den toledoischen Städten El Puente del Arzobispo 1952 und in den 70er Jahren in Talavera de la Reina sowie in den römischen Ruinen von Complutum, dem heutigen Alcalá de Henares. Sie verband ihre Aufgaben bei MAN mit der Leitung des Museo Histórico de la Administración Española und der Leitung des Museums im Geburtshaus von Miguel de Cervantes. Von 1971 bis 1974 arbeitete sie im Prado-Museum. Von 1974 bis 1989 war sie im Museo Nacional de Artes Decorativas tätig, das sie ab 1983 auch leitete. 1989 ging sie in den Ruhestand.
Isabel de Ceballos war Mitglied der Hispanic Society of America und der Real Academia de Historia y Arte de San Quirce. 1952 wurde sie korrespondierendes Mitglied der Académie Internationale de la Céramique (AIC). 1959 erhielt sie den Orden Civil de Alfonso X el Sabio. Sie starb am 29. März 1990 im Alter von 70 Jahren in Madrid; ihre sterblichen Überreste befinden sich in der Krypta der Familienkapelle der Kirche San Martín in Segovia.

## Publikationen
- La cruz de Vilabertrán. Madrid 1950.
- Segovia monumental. Plus Ultra, Madrid 1953.
- Catálogo del legado Fernández-Durán (artes decorativas) en el Museo del Prado. Madrid 1974.
- El marqués de Lozoya. Semblanzas y bibliografía. Fundación Universitaria Española, Madrid 1985.